# Ceolwulf II av Mercia
Ceolwulf II av Mercia, död 879, var en engelsk monark. Han var kung av Mercia 874–879. 